# La Corde du pendu et autres histoires
Pour un autre album de Lucky Luke, voir La Corde au cou (Lucky Luke).
La Corde du pendu et autres histoires est le 49e album (mais il porte le no 18, puis 20, l'éditeur ayant changé entretemps) mettant en scène le personnage de Lucky Luke, sorti en 1982. Les dessins sont de Morris sur des scénarios de Vicq, Bob de Groot, Goscinny, Dom Domi (de) et Lodewijk.

## Résumés

### La Corde du pendu
L'histoire a été publiée pour la première fois en 1979 du no 84 au no 87 du journal VSD.
Scénario de Vicq.
Lucky Luke sauve de justesse un ivrogne de la pendaison, à tort accusé du vol d'un cheval.

### Les Dalton prennent le train
L'histoire a été publiée pour la première fois en 1980 dans le journal Spirou no 2218.
Scénario de Goscinny.
Les Dalton s'évadent à nouveau et décident d'attaquer des trains.

### Le Justicier
L'histoire a été publiée pour la première fois en 1979 du no 88 au no 91 du journal VSD,.
Scénario de Bob De Groot.
Lucky Luke arrive à Coyote Gulch et rencontre Zozzo. Zozzo est un justicier mais n'est pas capable d'apporter la justice. Lucky Luke l'aide à s'entraîner sans obtenir de résultats positifs. Puis se déguise en justicier et se promène en ville pour faire peur à Zozzo, qui réagit en se faisant une réputation de grand héros.

### La Mine du chameau
L'histoire a été publiée pour la première fois en 1980 dans le journal Spirou no 2214.
Scénario de Dom Domi (de).
Lucky Luke rencontre Hadji Ali, un musulman qui a perdu ses chameaux. Il va l'aider à les retrouver.

Cette histoire est inspirée d'une vraie tentative avortée faite par l'armée américaine de l'époque d'utiliser les chameaux pour les convois traversant les déserts des États-Unis. Hadji Ali, Jordanien venu en Amérique comme instructeur, finira sa vie en Arizona après avoir trouvé par hasard une mine d'or.

### Règlement de comptes
Pour les articles homonymes, voir Règlement de comptes.
L'histoire a été publiée pour la première fois en 1981 dans Tele Junior no 49.
Scénario de Lodewijk.
Laura Legs, une danseuse de saloon, aime Lucky Luke. Ceci rend jaloux le fils d'un riche éleveur, qui aime Laura et qui, par jalousie, va provoquer le cow-boy en duel. La fille du forgeron, de son côté, est amoureuse de ce fils d'éleveur…

### La Bonne parole
Dessin du studio Dargaud d'après Morris.
Scénario de Bob de Groot.
Absestos Misbeliever, prédicateur fou, prêche sur le territoire des Apaches. Alors que Lucky Luke tente de le faire partir, ils sont faits prisonniers.

### Li-Chi's story
L'histoire a été publiée pour la première fois en 1981 dans Tele Junior no 53.
Dessin du studio Dargaud d'après Morris.
Scénario de Bob de Groot.
Li-Chi, débarque de sa Chine natale pour s'installer dans l'Ouest américain.

## Sources
- www.bedetheque.com, « Lucky Luke » (consulté le 12 août 2008)
- www.lucky-luke.com, « Lucky Luke » (consulté le 12 août 2008)
- www.bdoubliees.com, « Lucky Luke » (consulté le 12 août 2008)